# 天主教多利西教區
天主教多利西教區（拉丁語：Dioecesis Dolisiensis）是剛果共和國一個羅馬天主教教區，屬黑角總教區。
教區於2013年5月24日成立，管轄尼阿里省。教區於2020年時有76700名教友（佔轄區總人口33.8%）、15個堂區和32名司鐸，面積為25942平方公里。教區主教現時出缺。
此教區也是教宗方濟各任內創建的第一個教區，其前任教宗本篤十六世最後創建的一個教區也在剛果共和國。